# Миллер, Джош
Джош Миллер (род. 1 октября 1990 года) – американский генеральный директор и соучередитель The Browser Company, которую создал совместно с Хёршем Агравалом. До создания стартапа был директором по продуктам Белого дома с 2015 по 2017 год.
Ранее он был соучередителем и генеральным директором Branch, которая позже была продана Facebook. В Facebook Миллер руководил приложением Rooms.